# 哥倫比亞縣 (阿肯色州)
哥倫比亞縣（英語：Columbia County）是位於美国阿肯色州西南部的一個縣，南鄰路易斯安那州，面積1,986平方公里。根據2020年美國人口普查，共有人口22,801人。縣治馬格諾利亞。該縣成立於1852年12月17日，縣名紀念發現美洲大陸的克里斯托弗·哥伦布。
本縣是一個禁酒的縣。